# Bukovlyane
Bukovlyane (macedónul: Буковљане) település Észak-Macedóniában, az Északkeleti körzetben, Sztaro Nagoricsane községben.

## Népesség
| Lakosok száma | 232  | 241  | 231  | 200  | 134  | 89   | 80   | 75   | 19   |
|               | 1948 | 1953 | 1961 | 1971 | 1981 | 1991 | 1994 | 2002 | 2021 |

- 2002-ben 75 lakosa volt, akik mindannyian macedónok.